# Azofra
Azofra is een gemeente in de Spaanse provincie en regio La Rioja met een oppervlakte van 11,84 km². Azofra telt 200 inwoners (1 januari 2016).

## Demografische ontwikkeling
Bron: INE, 1857-2011: volkstellingen